# نارك
نارك، (بالإنجليزية: Närke)‏، هي مقاطعة تاريخية، في وسط السويد. في اللغة القديمة تعرف باسم (Nerike)، ولا يزال هذا الاسم موجودا باسم صحيفة محلية هي (نيريكس الياندا).

## وصلات خارجية
1. ↑  Statistics Sweden نسخة محفوظة 17 أغسطس 2013 على موقع واي باك مشين.

- بوابة السويد الرسمية
- حكومة السويد
- برلمان السويد
- الموقع الرسمي للقصر الملكي

لم يتم العثور على روابط لمواقع التواصل الاجتماعي.